# Будовіцький Анатолій Миколайович
Анатолій Миколайович Будовіцький — полковник, начальник управління Служби безпеки України у Хмельницькій області.

## Життєпис
Станом на 2015 рік — начальник управління Служби безпеки України у Хмельницькій області.